# Entonação justa
O termo Entonação Justa ou Afinação Justa (mais em uso no Brasil) é usado na teoria musical para definir qualquer sistema de afinação que possui apenas relações harmônicas, onde as frequências das notas se relacionam por razões de números inteiros. Qualquer intervalo afinado desta forma é chamado intervalo justo e implica que ambas as notas são parte de uma mesma série harmônica.